# Торрес, Пласидо Рамон де
Пласидо Рамон де Торрес (исп. Plácido Ramón de Torres; 1847—1910) — плодовитый испанский фальсификатор почтовых марок, который использовал псевдоним «Розендо Фернандес» (Rosendo Fernandez).